# Норман, Томми
Томми Норман (англ. Tommy Norman; род. 22 августа 1972, Норт-Литл-Рок, Арканзас, США) — патрульный полицейский / офицер, работавший в полицейском управлении Норт-Литл-Рока (NLRPD) с 1998 года. Норман получил общественное признание за сочувствие и отзывчивость, а также благотворительные действия по отношению к молодёжи в пределах его юрисдикции.

## Биография
Норман родился и вырос в Норт-Литл-Роке в штате Арканзас, США, в бедной части города, населённой преимущественно представителями афроамериканского сословия. В 1990 году окончил среднюю школу Оле-Мейн. В период с 1991 по 1998 год работал в разных должностях в области психического здоровья, был медбратом. Он работал сертифицированным ассистентом медсестры в доме престарелых Райлис-Оук-Хилл-Мэнор (англ. Riley’s Oak Hill Manor) и психиатром в больнице Пиннакл-Пойнт (англ. Pinnacle Pointe Hospital).
Его сын Митчелл и дочь Алисса часто сопровождали его на мероприятиях.
У Нормана трое детей; восемь братьев и сестёр.

## Карьера и признание
Норман известен своей позитивной позицией при исполнении обязанностей по охране общественного порядка. Неортодоксальный подход Нормана к охране правопорядка подтверждают тысячи видеопостов, изображений и ежедневное взаимодействие в клубах мальчиков и девочек и в Полицейской спортивной лиге с теми, кого он защищает. В августе 2010 года он подарил полусотне студентам NLRSD рюкзаки и подарочные карты на 50 $ от Shoe Carnival для покупки обуви, запустил программу «Магазин с полицейским» для помощи студентам, испытывающим финансовые трудности. Программу поддержали Walmart, Old Chicago Pizza, Джон и Анжелика Роджерс (англ. John and Angelica Rogers) и Red Door Gallery.
Офицер Норман с большой любовью и заботой относился к детям, он снимал с ними селфи, танцевал и даже играл в парики, чем стал очень популярен в районе. Для многих детей Норман стал образцом хорошего отца: сопровождал студентов на выпускных презентациях перед возвращением домой, на свадьбах, навещал детей во время госпитализации, водил их в кино. Многие стали подражать Норману и брать с него пример. Спустя два года преступность в районе, где патрулировал офицер Норман, сильно снизилась и самый плохой район города стал одним из самых благополучных.
В октябре 2010 года офицер Норман был отмечен на обложке раздела «High Profile» в местной газете Arkansas Democrat-Gazette за его службу обществу.
Офицер Томми Норман получил широкую популярность благодаря своим нетрадиционным методам обеспечения правопорядка. Популярность Томми Нормана началась после выхода телевизионной кабельной программы CNN News 10 мая 2015 года во время интервью в Newsroom с ведущей Брук Болдуин и приглашённым активистом из Атланты — рэпером Киллером Майком. Киллер Майк заявил, что Норман «кое-что делает правильно», и это связано с молодёжью из центральной части города, в частности с общинами цветных меньшинств.
8 ноября 2015 года Томми Норман выступил на шоу Today на канале NBC, в котором рассказал о повседневных делах и о том, как они нравятся детям. Репортёр Керри Сандерс придумал для него прозвище «полицейский в соцсетях».
«Я хочу вдохновлять людей», — сказал Норман в интервью CNN Брук Болдуин. «Не только других полицейских, но и людей в обществе. Это партнёрство между полицией и обществом. Мы должны работать вместе, чтобы сделать наше общество более безопасным и спокойным местом для жизни, поэтому я на связи с жителями микрорайона и в социальных сетях — Facebook, Instagram и Twitter, чтобы вдохновить других людей выйти на улицу и изменить мир к лучшему».
Дети Норт-Литл-Рока боялись полицейских, поскольку при патрулировании полицейские если и посещали этот депрессивный район, то лишь с целью обыска, допроса или по другой необходимости, связанной с их должностными обязанностями. Жители боялись полицейских и не доверяли им, прятались при их появлении. Норман не был в курсе текущих дел и не понимал, почему при виде любого патрульного полицейского, включая его, все убегают с улиц и прячутся по домам. Он решил идти не напролом, как делали другие полицейские до него, а завоевать доверие жителей через дружбу. Для этого он начал знакомиться с детьми, проводившими почти всё время на улицах. Он покупал детям из бедных семей обувь и повседневную одежду, водил голодных детей в кафе и часто возил с собой в патрульной машине чемоданчик с различными вкусностями. Киллер Майк, узнав об этом, решил стать спонсором его «чемоданчика». Сбор средств проходил с участием рэпера The Game. Узнав из рассказов офицера Нормана в соцсетях, что он любит арахисовое масло бренда Скиппи, компания Hormel Foods также приняла участие в финансировании фонда и предоставила для детей закуски и школьные принадлежности.
В январе 2017 года Норман основал фонд англ. Mission Give Foundation, цель которого — налаживание отношений с городской молодёжью.
28 июня 2017 года после очередных публикаций в Instagram офицера Томми Нормана, вызвавших общественный резонанс, Департамент полиции Норт-Литл-Рока (NLRPD) опубликовал заявление о новой политике управления, согласно которой полицейские не могут публиковать ролики и посты в социальных сетях при исполнении служебных обязанностей согласно своим должностным инструкциям и всем офицерам требуется одобрение любых публикаций от Отдела по связи с общественностью. В заявлении Департамента полиции говорилось:
|                                    | The department would like to emphasize again that we support all of the work that Officer Norman has done and will continue to do in our community. We would also like to remind everyone that there are thousands of good deeds and acts of kindness done in our community and communities across the nation by police officers every day |  | Департамент хотел бы ещё раз подчеркнуть, что мы поддерживаем всю работу, которую офицер Норман проделал и будет продолжать делать в нашем сообществе. Мы также хотели бы напомнить всем, что в нашем сообществе и общинах по всей стране полицейские каждый день совершают тысячи добрых дел. |  |
| Департамент полиции Норт-Литл-Рока | |  | |  |

Норман получил публичную похвалу за свою работу по улучшению взаимоотношений общества с полицией и был удостоен нескольких наград за время службы. В апреле 2017 года офицер Томми Норман был удостоен награды «Хорошее яйцо» Дома молодёжи (англ. Youth Home’s Good Egg Award) на местном арт-шоу англ. Eggshibition за его преданность обществу и сострадание к семьям и молодёжи. В 2018 году город Норт-Литл-Рок признали самым благополучным во всём округе Пьюласки. В 2019 году Доун Трупп (англ. Dawne Troupe), исполнительный директор Детского фонда службы экстренного реагирования (англ. First Responders Children’s Foundation) и бывшая назначенная президентом в Администрацию президента Барака Обамы, вручила награду «Героя государственной службы» (англ. Public Service Hero Award). За 20 лет службы офицер Норман попадал не раз в опасные ситуации, но так ни разу не воспользовался своим табельным оружием.